# Monacos Grand Prix 1993
Monacos Grand Prix 1993 var det sjätte av 16 lopp ingående i formel 1-VM 1993.

## Resultat
1. Ayrton Senna, McLaren-Ford, 10 poäng
2. Damon Hill, Williams-Renault, 6
3. Jean Alesi, Ferrari, 4
4. Alain Prost, Williams-Renault, 3
5. Christian Fittipaldi, Minardi-Ford, 2
6. Martin Brundle, Ligier-Renault, 1
7. Alessandro Zanardi, Lotus-Ford
8. Michael Andretti, McLaren-Ford
9. Rubens Barrichello, Jordan-Hart
10. Andrea de Cesaris, Tyrrell-Yamaha
11. Fabrizio Barbazza, Minardi-Ford
12. Philippe Alliot, Larrousse-Lamborghini
13. Karl Wendlinger, Sauber
14. Gerhard Berger, Ferrari (varv 70, kollision)

### Förare som bröt loppet
- Johnny Herbert, Lotus-Ford (varv 61, växellåda)
- Riccardo Patrese, Benetton-Ford (53, motor)
- Erik Comas, Larrousse-Lamborghini (51, kollision)
- Aguri Suzuki, Footwork-Mugen Honda (46, snurrade av)
- Derek Warwick, Footwork-Mugen Honda (43, gasspjäll)
- Michael Schumacher, Benetton-Ford (32, hydraulik)
- Ukyo Katayama, Tyrrell-Yamaha (31, motor)
- Michele Alboreto, BMS Scuderia Italia (Lola-Ferrari) (28, växellåda)
- JJ Lehto, Sauber (23, kollision)
- Thierry Boutsen, Jordan-Hart (12, upphängning)
- Mark Blundell, Ligier-Renault (3, snurrade av)

### Förare som ej kvalificerade sig
- Luca Badoer, BMS Scuderia Italia (Lola-Ferrari)

## VM-ställning
| Förarmästerskapet 1. Ayrton Senna, McLaren-Ford, 42 2. Alain Prost, Williams-Renault, 37 3. Damon Hill, Williams-Renault, 18 | Konstruktörsmästerskapet 1. Williams-Renault, 55 2. McLaren-Ford, 44 3. Benetton-Ford, 19 |